# PowerPC

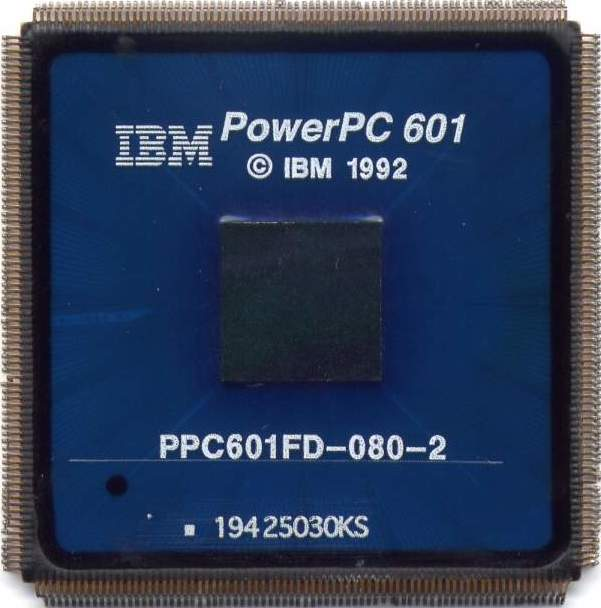
IBM PowerPC 601處理器

PowerPC（英語：Performance Optimization With Enhanced RISC – Performance Computing，有時簡稱PPC）是一種精簡指令集（RISC）的指令集架构 ISA（Instruction set architecture），其基本的設計源自IBM的POWER（Performance Optimized With Enhanced RISC）架構。

## 歷史
1991年，Apple、IBM、Motorola組成AIM联盟，意欲發展一泛用的微處理器架構，其成果即為PowerPC。PowerPC架構基礎來自於1990年随RISC System/6000推出的IBM POWER架構，而POWER架構又是从早期的RISC架构（比如IBM 801）与MIPS架构的处理器得到灵感的。PowerPC架构的特点是可伸缩性好、方便灵活。第一代PowerPC采用0.6微米製程，電晶體約為单芯片280万个。
以PowerPC架構發展出來的第一個晶片是1993年推出的PowerPC 601，而IBM以PowerPC 601推出了RS/6000 POWERstation 250工作站，蘋果電腦則推出第一代的PowerMacintosh。
1998年，铜芯片问世。
2000年，IBM开始大批推出采用铜芯片的产品，如RS/6000的X80系列产品。铜製程取代了已经沿用了30年的铝製程，使矽芯片多CPU的生产工艺达到了0.2微米的水平，单芯片整合了2亿个電晶体，大大提高了运算性能；而1.8V的低电压操作（原为2.5V）大大降低了芯片的耗能，容易散热，从而大大提高了系统的稳定性。
但除了蘋果公司的麥金塔電腦以外，使用PowerPC處理器的個人電腦很少，而自2005年起，麥金塔也轉用Intel x86。

## PowerPC處理器

### PowerPC 601至PowerPC603e
|                    | 601                    | 601v                   | 602                    | 603                        | 603e                       | 604                        |
| ------------------ | ---------------------- | ---------------------- | ---------------------- | -------------------------- | -------------------------- | -------------------------- |
| 時脈（MHz）        | 50至80                 | 100                    | 66                     | 50至80                     | 100                        | 100至133                   |
| 工作電壓（v）      | 3.6                    | 2.5                    | 3.3                    | 3.3                        |                            | 3.3                        |
| 功率消耗（w）      | 10（80 MHz）           | 6                      | 1.2                    | 3（80 MHz）                | 3.5                        | 17.5                       |
| 製程（micrometer） | 0.6                    | 0.5                    | 0.5                    | 0.5                        | 0.5                        | 0.5                        |
| 晶片大小（mm2）    | 120                    | 74                     | 50                     | 120                        | 98                         | 197                        |
| 電晶體數           | 280萬                  | 280萬                  | 100萬                  | 160萬                      | 260萬                      | 360萬                      |
| 快取大小（KB）     | 共用32                 | 共用32                 | 資料、指令各4          | 資料、指令各8              | 資料、指令各16             | 資料、指令各16             |
| 匯流排             | 位址32位元，資料64位元 | 位址32位元，資料64位元 | 位址32位元，資料64位元 | 位址32位元，資料32或64位元 | 位址32位元，資料32或64位元 | 位址32位元，資料32或64位元 |
| SPECint92          | 85（80 MHz）           | 105                    | 40                     | 75（80 MHz）               | 120                        | 200（133MHz）              |
| SPECfp92           | 105（80 MHz）          | 125                    | -                      | 85（80 MHz）               | 105                        | 200（133MHz）              |

### PowerPC 604e

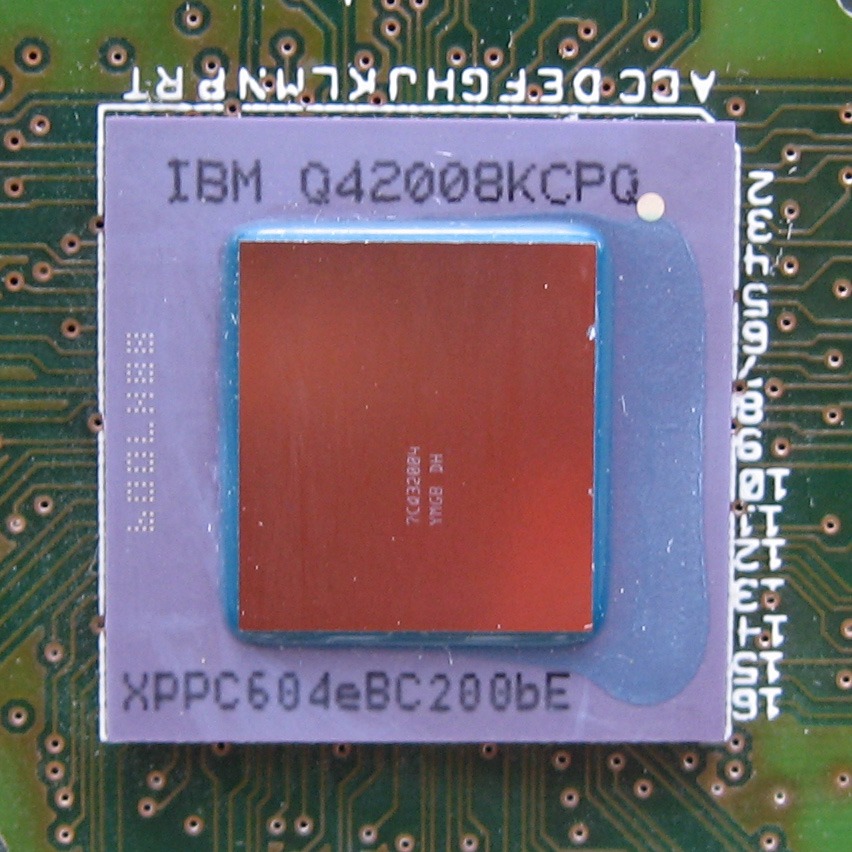
蘋果公司的Network Server 700處理器子版上的 200 MHz IBM製 PowerPC 604e 處理器。

PowerPC 604e 於 1996 年 7 月推出，改進了記憶體子系統與分支預測，而記憶體匯流排時脈為66MHz，有 510 萬個電晶體，採用 0.35 μm CMOS 製造，晶片大小為 148 平方毫米或 96 平方毫米，工作時脈為166至233 MHz，在 233 MHz 時功率消耗為 16-18 W。與前代產品相比，性能提高了 25%。

#### PowerPC 604ev "Mach5"
PowerPC 604ev、604r （或稱“Mach 5”）於 1997 年 8 月推出，是製程改進為 0.25 μm CMOS的PowerPC 604e，晶片面積減至47 平方毫米，工作時脈提升至250 到 400 MHz ，記憶體匯流排速度為100MHz，而功率消耗在 250 MHz 時則為 6 W。雖然蘋果公司在 1998 年轉而使用 PowerPC 750，但 IBM 仍在其 RS/6000 工作站的入門級型號中使用PowerPC 604ev。

### PowerPC 7xx
第三代的PowerPC 微處理器是PowerPC 7xx，由蘋果公司稱為 PowerPC G3，於 1997 年 11 月 10 日推出；G3一詞常被使用於蘋果電腦的機種，例如 PowerBook G3、彩色 iMac、iBook 和藍色以及白色的 Power Macintosh G3。PowerPC  7xx系列由於低功耗與小尺寸，是筆記型電腦的理想選擇，一直使用到麥金塔轉用x86處理器之前，而且也廣泛使用於嵌入式設備，如印表機、路由器、儲存設備、太空船和遊戲機。 但7xx 系列的弱點在於並未支持對稱多處理、缺乏單指令流多資料流能力，以及相對較弱的浮點運算功能。摩托羅拉的 74xx 系列處理器針對這些問題進行設計與改進。

### PowerPC 7400
PowerPC 7400（代號“Max”）於 1999 年 8 月推出，又被稱為「G4」，工作時脈為 350 至 500 MHz，有1050 萬個電晶體，以摩托羅拉的 0.20 μm HiPerMOS6 製造，晶片尺寸為 83 mm2，採用銅製程。但摩托羅拉曾向蘋果承諾將提供工作時脈500 MHz 的晶片，但初期良率過低，使得蘋果無法推出宣傳的 500 MHz 之 PowerMac G4，在摩托羅拉處理此問題時，蘋果只好將PowerMac G4型號的工作時脈從 400、450 和 500 MHz 降到 350、400 和 450 MHz。該事件導致蘋果與摩托羅拉的關係出現裂痕，據報導蘋果向 IBM 尋求幫助，以提高摩托羅拉 7400 系列的產量。後來在 2000 年 2 月 16 日蘋果的PowerMac 500 MHz型號上市。
最後一款使用 G4 的桌上型麥金塔是 Mac Mini；筆記型電腦的 iBook G4 與PowerBook G4後來都改用英特爾x86處理器。但還有其他平台也使用 PowerPC G4 處理器，例如 AmigaOne 系列機種和 Genesi 的 Pegasos；而 PowerPC G4 也常用於嵌入式系統，例如路由器、電信交換機、影像與媒體處理、航空電子設備和軍事應用；其 AltiVec 及對稱多處理功能在這些領域可發揮所長。

### PowerPC 970
PowerPC 970、PowerPC 970FX 和 PowerPC 970MP 是 IBM 於 2002 年推出的 64 位元 PowerPC 處理器，而蘋果公司在採用此系列處理器的麥金塔，稱之為 PowerPC G5。本系列是 IBM 和蘋果以POWER4為基礎合作開發的，項目代號為 GP-UL 或 Giga Processor Ultra Light。蘋果推出 PowerMac G5 時曾表示這是一項為期五年的合作成果，且有多個世代的未來發展路線圖。但一年以後蘋果不得不收回推出使用 3 GHz 處理器之PowerMac G5的承諾，IBM 也無法將功耗降低到可供筆記本電腦所用的水準，使得蘋果的筆記型電腦仍然採用PowerPC G4。最終蘋果轉用x86處理器於麥金塔電腦。此外，IBM 的 JS20/JS21 刀鋒伺服器和一些低階工作站和 System p 伺服器使用了 PowerPC 970。有些高階嵌入式系統（如 Mercury 的 Momentum XSA-200）也使用了PowerPC 970。 IBM 也將 PowerPC 970 內核授權其他廠商用於自定使用。

## 產品應用
較廣為人知的產品應用包含：
- 蘋果公司：Power Macintosh系列、PowerBook系列（1995年以後的產品，開始使用PowerPC 603系列）、iBook系列、iMac系列（2005年以前的產品）、eMac系列產品。
- 任天堂：GameCube[8]、Wii和Wii U。
- 微软：Xbox 360[8]
- 索尼：PlayStation 3[8]

## 備註
1. ↑  《IBM Connect電子報》2007年8月號譯為「增強RISC性能優化」
2. ↑  Giga Processor 是PowerPC 970設計基礎之 POWER4 處理器的代號